# Aloe suprafoliata
Aloe suprafoliata é uma espécie de liliopsida do gênero Aloe, pertencente à família Asphodelaceae.